# Mouvement antinucléaire en Australie
Pour un article plus général, voir Mouvement antinucléaire.
Le mouvement antinucléaire en Australie a une longue histoire, et les essais d'armes nucléaires, l'extraction et l'exportation d'uranium et l'énergie nucléaire ont souvent fait l'objet d'un débat public en Australie. Les origines de ce mouvement antinucléaire remontent au débat de 1972-1973 sur les essais nucléaires français dans le Pacifique et au débat de 1976-1977 sur l'extraction d'uranium en Australie,.

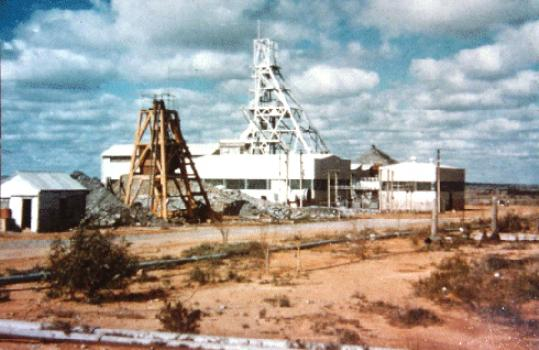
Radium Hill, un ancien site minier en Australie-Méridionale qui a fonctionné de 1906 à 1961. C'était la première mine d'uranium d'Australie, des années avant les prochaines grandes mines du pays à Rum Jungle dans le Territoire du Nord (ouverte en 1950) et la mine Mary Kathleen dans le Queensland (1958).

Plusieurs groupes spécifiquement concernés par les questions nucléaires ont été créés au milieu des années 1970, notamment le Mouvement contre l'extraction de l'uranium et la Campagne contre l'énergie nucléaire (Campaign Against Nuclear Energy, CANE), coopérant avec d'autres groupes environnementaux tels que Friends of the Earth et l'Australian Conservation Foundation (en),. Le mouvement a subi un revers en 1983 lorsque le gouvernement travailliste nouvellement élu n'a pas mis en œuvre sa déclaration politique d'arrêt de l'extraction d'uranium. Mais à la fin des années 1980, le prix de l'uranium avait baissé, les coûts de l'énergie nucléaire avaient augmenté et le mouvement antinucléaire semblait avoir gagné sa cause ; la CANE a été dissoute en 1988.
Vers 2003, les partisans du nucléaire l'ont préconisé comme solution au réchauffement climatique et le gouvernement australien a commencé à s'y intéresser. Les militants antinucléaires et certains scientifiques australiens ont fait valoir que l'énergie nucléaire ne pouvait pas se substituer de manière significative aux autres sources d'énergie et que l'extraction d'uranium pourrait elle-même devenir une source importante d'émissions de gaz à effet de serre,.
En 2015, l'Australie n'avait aucune centrale nucléaire et cinq mines d'uranium, dont quatre sont situées en Australie-Méridionale. La mine d'Olympic Dam est une grande mine souterraine ; celles de Beverley, de Four Mile (en) et d'Honeymoon (en) sont des mines de lixiviation in situ ; et celle de Ranger une mine à ciel ouvert dans le Territoire du Nord. En 2021, seules deux mines étaient en exploitation (Olympic Dam et Four Mile) à la suite de la fermeture de Beverley et de Ranger et du placement de Honeymoon en maintenance. L'uranium extrait en Australie est principalement destiné à l'exportation. L'Australie n'a pas d'arme nucléaire ni de navire à propulsion nucléaire.

## Histoire

### Années 1950 et 1960

Carte montrant les sites d'essais nucléaires en Australie.

En 1952, le gouvernement australien a ouvert la mine d'uranium de Rum Jungle (en) à 85 kilomètres au sud de Darwin. Les communautés autochtones locales n'ayant pas été consultées dans la mesure d'un traité ou d'un accord formel sur l'exploitation minière, le site minier est devenu l'emblème d'une catastrophe environnementale, avec une zone de perturbation facilement réparée et corrigée.
Toujours en 1952, le gouvernement libéral a adopté une loi, la Defense (Special Undertakings) Act 1952, qui a permis au gouvernement britannique d'accéder à des régions éloignées de l'Australie pour entreprendre des essais d'armes nucléaires dans l'atmosphère. Le grand public ignorait en grande partie les risques du programme de test, résultant du secret officiel concernant le programme de test et les emplacements éloignés des sites de test. Mais alors que le mouvement « Ban the Bomb » (« Interdire la bombe ») prenait de l'ampleur dans les sociétés occidentales tout au long des années 1950, l'opposition aux tests britanniques en Australie s'est également développée. Un sondage d'opinion réalisé en 1957 a montré que 49 % du public australien était opposé aux tests et seulement 39 % en leur faveur.
En 1963, l'Australie a été l'un des premiers signataires d'un traité d'interdiction partielle des essais nucléaires. En 1964, de petites marches pour la paix portant des pancartes « Interdire la bombe » ont eu lieu dans plusieurs capitales australiennes,.
En 1969, une centrale nucléaire de 500 MW a été proposée pour le territoire (en) de Jervis Bay, à 200 km au sud de Sydney. Une campagne d'opposition locale a commencé et le South Coast Trades and Labour Council (regroupant les travailleurs de la région) a annoncé qu'il refuserait de construire le réacteur. Certaines études environnementales et travaux sur le site ont été achevés, et deux séries d'appels d'offres ont été lancés et évalués, mais en 1971, le gouvernement australien a décidé de ne pas poursuivre le projet, invoquant des raisons économiques,.

### Années 1970
Les gisements d'uranium de Ranger ont été découverts pour la première fois par une coentreprise entre Peko-Wallsend (en) et Electrolytic Zinc Corporation (en), grâce à des signaux radiométriques de relevé aéroporté en octobre 1969. L'éloignement et le terrain difficile ont déterminé le rythme des recherches au sol, mais vers 1972, il était certain que le Territoire du Nord de l'Australie abritait les gisements d'uranium les plus importants et les plus riches alors connus au monde. Il était probable que l'opposition à leur exploitation minière n'ait pas prévalu car, chaque année, il devenait de plus en plus évident que la production d'électricité nucléaire, qui dépendait de l'alimentation en uranium, était la méthode supérieure pour pratiquement tous les pays.

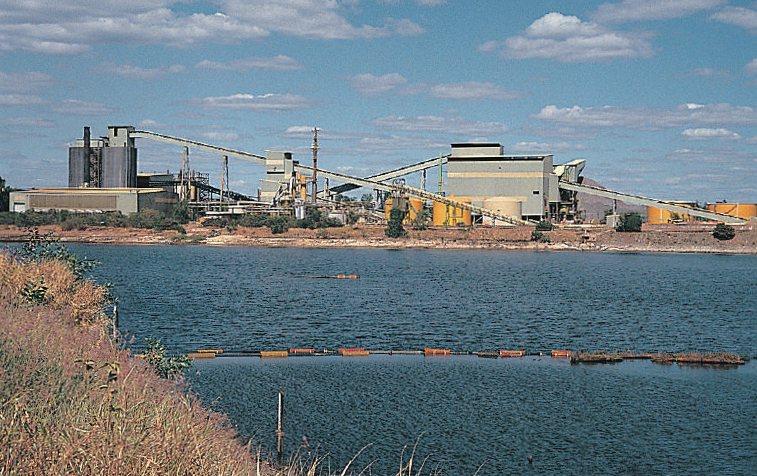
Mine d'uranium de Ranger dans le parc national de Kakadu.

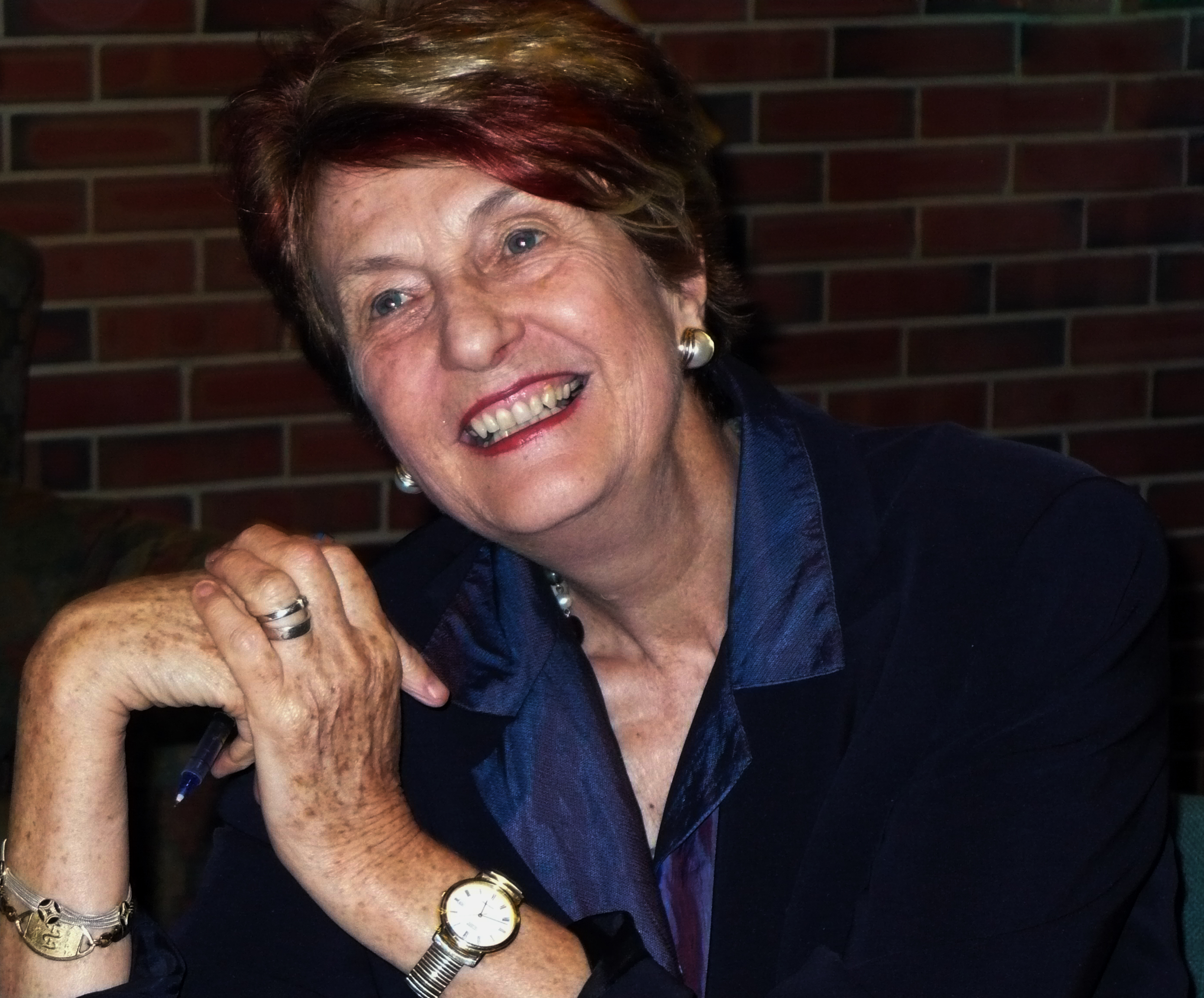
La militante antinucléaire Helen Caldicott.

Le débat de 1972-1973 sur les essais nucléaires français dans le Pacifique mobilise plusieurs groupes, dont certains syndicats. En 1972, la Cour internationale de justice, dans une affaire lancée par l'Australie et la Nouvelle-Zélande, et défendue par le Dr Helen Caldicott, a ordonné aux Français de cesser les essais nucléaires atmosphériques sur l'atoll de Mururoa. En 1973, les préoccupations de l'Australie l'ont considérée comme un champion et un des premiers à adopter le traité sur la non-prolifération des armes nucléaires, et à cette époque, le gouvernement a ratifié le traité de désarmement sur le fond des mers et des océans. Peu de temps après, le gouvernement a négocié avec l'Agence internationale de l'énergie atomique pour mettre en place des garanties afin de garantir que l'Australie puisse extraire et exporter des matières nucléaires sans enfreindre l'intention du Traité de non-prolifération nucléaire.
En 1974 et 1975, l'inquiétude s'est focalisée sur l'extraction d'uranium en Australie et plusieurs groupes des Amis de la Terre ont été formés. L'Australian Conservation Foundation (en) a également commencé à exprimer ses inquiétudes concernant l'extraction d'uranium et à soutenir les activités des organisations locales. Les inquiétudes concernant les effets environnementaux de l'extraction d'uranium étaient un facteur important et la mauvaise gestion des déchets dans une ancienne mine d'uranium, Rum Jungle, l'a conduit à devenir un problème de pollution important dans les années 1970. Le mouvement antinucléaire australien a également reçu une impulsion initiale de personnalités notables qui ont publiquement exprimé leurs préoccupations nucléaires, telles que les scientifiques nucléaires Richard Temple et Rob Robotham, et les poètes Dorothy Green (en) et Judith Wright. Cependant, le public principal était informé par des scientifiques chevronnés bien qualifiés tels que Sir Ernest Titterton et Sir Philip Baxter, comme détaillé dans le livre "The Nuclear Knights" de Brian Martin (1970).
En 1975, Moss Cass (en), ministre de l'Environnement, a conduit les parlementaires et les membres de la branche de l'ALP à exprimer leurs préoccupations concernant les effets de l'extraction d'uranium. L'une des principales préoccupations était l'effet négatif que l'extraction d'uranium aurait sur les peuples autochtones du Nord. Cass a déclaré : « L'énergie nucléaire crée les déchets les plus dangereux, insidieux et persistants, jamais connus sur la planète ».
Les années 1976 et 1977 ont vu l'extraction de l'uranium devenir un enjeu politique majeur, le rapport de la Ranger Inquiry (en) ouvrant un débat public sur l'extraction de l'uranium. Plusieurs groupes spécifiquement concernés par les questions nucléaires ont été créés, notamment le Mouvement contre l'extraction de l'uranium (fondé en 1976) et la Campagne contre l'énergie nucléaire (en) (formé en Australie-Méridionale en 1976), coopérant avec d'autres groupes environnementaux tels que Friends of the Earth (qui sont venus à Australie en 1975) et l'Australian Conservation Foundation (formée en 1975),.
En novembre et décembre 1976, 7 000 personnes ont défilé dans les rues des villes australiennes pour protester contre l'extraction d'uranium. Le groupe Uranium Moratorium a été formé et a appelé à un moratoire de cinq ans sur l'extraction de l'uranium. En avril 1977, la première manifestation nationale coordonnée par l'Uranium Moratorium a rassemblé environ 15 000 manifestants dans les rues de Melbourne, 5000 à Sydney et un plus petit nombre ailleurs. Une campagne nationale de signatures a attiré plus de 250 000 signatures appelant à un moratoire de cinq ans. En août, une autre manifestation a fait sortir 50 000 personnes à l'échelle nationale et l'opposition à l'extraction d'uranium ressemblait à une force politique potentielle,.
En 1977, la Conférence nationale du Parti travailliste australien (ALP) a adopté une motion en faveur d'un moratoire indéfini sur l'extraction d'uranium, et le mouvement antinucléaire a agi pour soutenir le Parti travailliste et l'aider à reprendre ses fonctions. Cependant, un revers pour le mouvement s'est produit en 1982 lorsqu'une autre conférence de l'ALP a renversé sa politique anti-uranium en faveur d'une « politique d'une seule mine » (one mine policy). Après l'accession au pouvoir de l'ALP en 1983, sa Conférence nationale de 1984 vota en faveur d'une « politique des trois mines » (three mine policy (en)). Cela faisait référence aux trois mines d'uranium alors existantes en Australie, Nabarlek (en), Ranger et Olympic Dam, et expliquait le soutien du parti travailliste aux mines et aux contrats préexistants, ainsi que l'opposition à toute nouvelle exploitation minière.
En 1977-1978, le gouvernement de l'Australie-Occidentale, sous la direction de Charles Court (en), a annoncé des plans pour un réacteur nucléaire près de Perth. L'année 1977 a été considérée comme celle de la mobilisation de masse en Australie-Occidentale, avec plus de 300 manifestants lors de la première manifestation anti-nucléaire à 9 000 lors de la troisième manifestation dans le centre-ville de Perth. Malgré les protestations du public, le gouvernement de l'état a choisi un premier site pour un réacteur nucléaire en 1979 à Wilbinga, à 70 kilomètres au nord de Perth. Court a prédit qu'au moins vingt autres centrales nucléaires seraient nécessaires d'ici la fin du XXe siècle pour répondre à la demande d'électricité en croissance rapide, mais tout cela n'a jamais abouti.
À partir de la fin des années 1970, l'Australie a signé un certain nombre d'accords permettant l'exportation (et l'importation) pacifique de matières nucléaires :
- en juillet 1978 avec la Finlande[30],
- en août 1978 avec les États-Unis[31],
- en août 1978 avec les Philippines[32],
- en mai 1979 avec la Corée du Sud[33],
- en juillet 1979, avec le Royaume-Uni[34],
- en octobre 1980, avec la France pour utilisation finale par le Japon[35],
- en mars 1981, avec le Canada[36].

Ces accords internationaux ont créé pour l'Australie un marché pour l'extraction et l'exportation d'uranium.

### Années 1980 et 1990
Entre 1979 et 1984, la majorité de ce qui est maintenant le parc national de Kakadu a été créé, entourant mais n'incluant pas la mine d'uranium de Ranger. La tension entre l'exploitation minière et les valeurs de conservation a conduit à une longue controverse autour de l'exploitation minière dans la région du parc (en).
Les deux thèmes de la marche et du rassemblement de la Journée d'Hiroshima en 1980 à Sydney, parrainés par le Mouvement contre l'extraction de l'uranium (Movement Against Uranium Mining (en), MAUM), étaient : « Gardez l'uranium dans le sol » et « Non à la guerre nucléaire ». Plus tard cette année-là, le conseil municipal de Sydney a officiellement proclamé Sydney sans nucléaire, dans une action similaire à celle prise par de nombreux autres conseils locaux à travers l'Australie.
Dans les années 1980, des critiques universitaires (tels que Jim Falk (en)) ont débattu du « lien mortel » entre l'extraction d'uranium, les réacteurs nucléaires et les armes nucléaires, liant la politique nucléaire de l'Australie à la prolifération nucléaire et à « l'économie du plutonium ».
Dans les années 1980, l'Australie a connu une croissance significative du militantisme pour le désarmement nucléaire : « Le dimanche des Rameaux 1982, environ 100 000 Australiens ont participé à des rassemblements antinucléaires dans les plus grandes villes du pays. En croissance d'année en année, les rassemblements ont attiré 350 000 participants en 1985. Le mouvement s'est concentré sur l'arrêt de l'extraction et des exportations d'uranium de l'Australie, l'abolition des armes nucléaires, le retrait des bases militaires étrangères du sol australien et la création d'un Pacifique sans nucléaire. Des sondages d'opinion ont révélé qu'environ la moitié des Australiens s'opposaient à l'extraction et à l'exportation d'uranium, ainsi qu'aux visites de navires de guerre nucléaires américains, que 72 % pensaient que l'utilisation d'armes nucléaires ne pourrait jamais être justifiée et que 80 % étaient en faveur de la construction d'un monde sans nucléaire. »
Le Parti du désarmement nucléaire, Nuclear Disarmament Party (en), a remporté un siège au Sénat en 1984, mais a rapidement disparu de la scène politique. Les années des gouvernements ALP Hawke-Keating (1983-1996) ont été caractérisées par une « impasse difficile dans le débat sur l'uranium ». L'ALP a reconnu le sentiment de la communauté contre l'extraction d'uranium, mais hésitait à agir contre l'industrie,.
Les rassemblements antinucléaires du dimanche des Rameaux de 1986 ont attiré 250 000 personnes. A Melbourne, le syndicat des marins a boycotté l'arrivée de navires de guerre nucléaires étrangers.
Le seul établissement d'enseignement de l'énergie nucléaire d'Australie, l'ancienne école d'ingénierie nucléaire de l'université de Nouvelle-Galles du Sud, a fermé ses portes en 1986.
À la fin des années 1980, le prix de l'uranium avait baissé et les coûts de l'énergie nucléaire avaient augmenté, et le mouvement antinucléaire semblait avoir gagné sa cause. La Campagne contre l'énergie nucléaire s'est dissoute en 1988, deux ans après la catastrophe de Tchernobyl.
La politique gouvernementale empêchant de nouvelles mines d'uranium s'est poursuivie dans les années 1990, malgré des examens et des débats occasionnels. À la suite de marches de protestation à Sydney, Melbourne et Brisbane en 1998, un projet de mine à Jabiluka (en) a été bloqué,.
Toujours en 1998, il y a eu une proposition d'un consortium international, Pangea Resources (en), pour établir une décharge de déchets nucléaires en Australie-Occidentale. Le plan, visant à stocker 20 % du combustible nucléaire usé et du matériel d'armement dans le monde, a été « publiquement condamné et abandonné »,.

### Années 2000

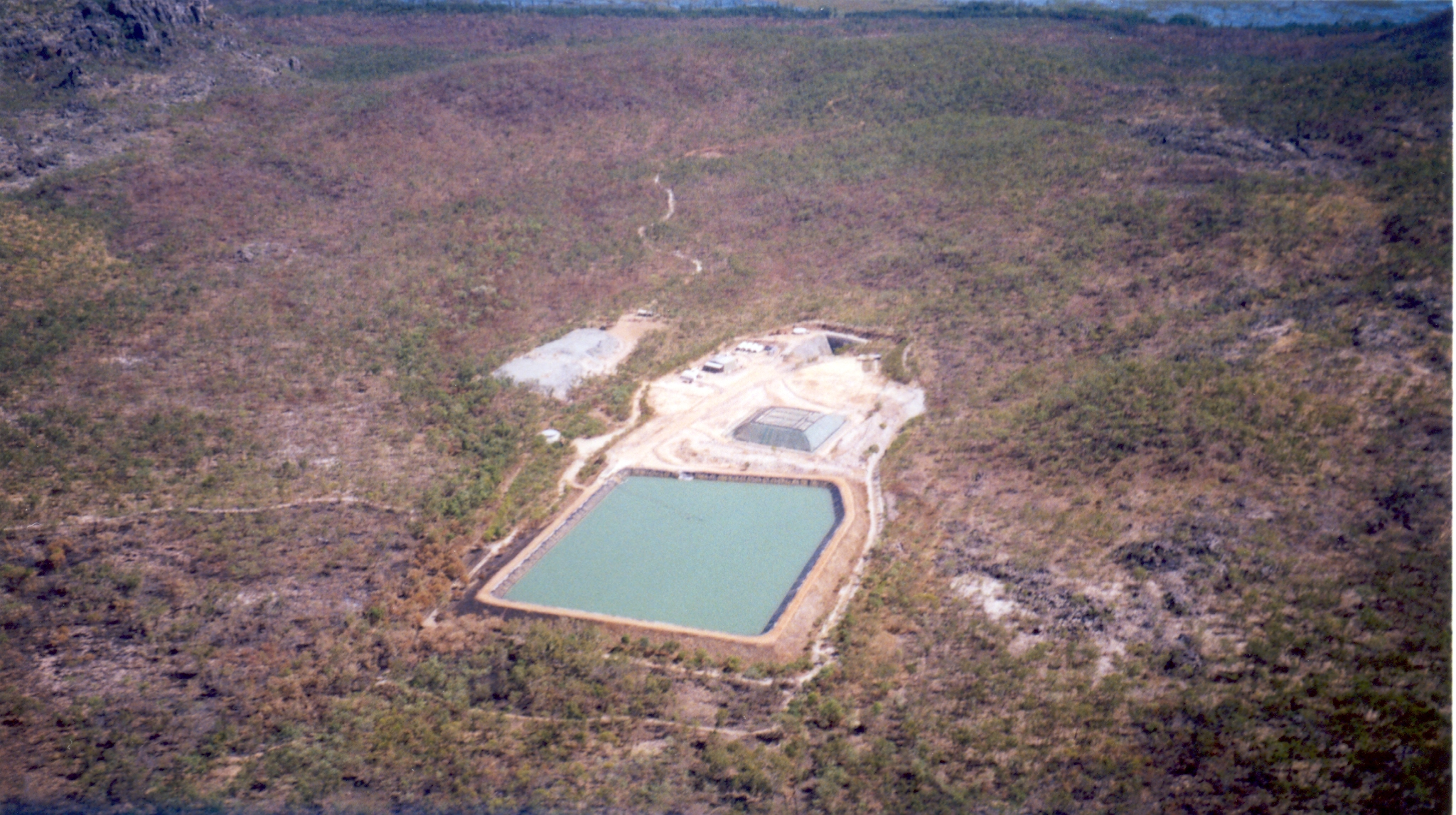
Vue aérienne du site Ranger 3 situé dans le parc national de Kakadu.

En 2000, la mine d'uranium Ranger dans le Territoire du Nord et la mine Roxby Downs/Olympic Dam en Australie-Méridionale ont continué à fonctionner, mais la mine d'uranium de Nabarlek avait fermé. Une troisième mine d'uranium, celle de Beverley en Afrique du Sud, était également en exploitation. Plusieurs projets avancés, tels que Honeymoon en Afrique du Sud, Jabiluka dans le Territoire du Nord et Yeelirrie en WA ont été suspendus en raison de l'opposition politique et indigène,.
En mai 2000, une manifestation anti-nucléaire a eu lieu à la mine d'uranium de Beverley, qui a impliqué environ 100 manifestants. Dix des manifestants ont été maltraités par la police et ont ensuite reçu plus de 700 000 $ de dommages et intérêts de la part du gouvernement d'Australie-Méridionale.
À la suite de la Commission royale McClelland (en), un grand nettoyage a été effectué dans l'arrière-pays de l'Australie-Méridionale en 2000, après que des essais nucléaires à Maralinga dans les années 1950 eurent contaminé la région. Le nettoyage a duré trois ans et a coûté plus de 100 millions de dollars australiens, mais il y a eu une controverse sur les méthodes utilisées et le succès de l'opération.
Le 17 décembre 2001, 46 militants de Greenpeace ont occupé les installations de Lucas Heights pour protester contre la construction d'un deuxième réacteur de recherche. Les manifestants ont eu accès au terrain, au réacteur HIFAR, au réservoir de déchets hautement radioactifs et à la tour radio. Leur action a mis en évidence les risques pour la sécurité et l'environnement de la production de matières nucléaires et de l'expédition de déchets radioactifs de l'installation.
Alors que les prix de l'uranium ont commencé à augmenter à partir de 2003, les partisans de l'énergie nucléaire l'ont préconisée comme solution au réchauffement climatique et le gouvernement australien a commencé à s'y intéresser. Cependant, en juin 2005, le Sénat a adopté une motion s'opposant à l'énergie nucléaire pour l'Australie. Puis, en novembre 2006, le Comité permanent de l'industrie et des ressources de la Chambre des représentants a publié un rapport pro-nucléaire sur l'uranium australien. À la fin de 2006 et au début de 2007, le Premier ministre de l'époque, John Howard a fait des déclarations largement médiatisées en faveur de l'énergie nucléaire, pour des raisons environnementales.
Face à ces propositions d'examiner l'énergie nucléaire comme une réponse possible au changement climatique, les militants antinucléaires et les scientifiques australiens ont souligné que l'énergie nucléaire ne pouvait pas se substituer de manière significative à d'autres sources d'énergie et que l'extraction d'uranium elle-même pourrait devenir une source importante d'émissions de gaz à effet de serre,. Les campagnes antinucléaires ont reçu une impulsion supplémentaire en raison de l'inquiétude du public concernant les sites d'éventuels réacteurs : des craintes exploitées par les partis politiques antinucléaires à l'approche des élections nationales de 2007,.
Le gouvernement travailliste Rudd élu en 2007 s'est opposé à l'énergie nucléaire pour l'Australie,. Le mouvement antinucléaire continue d'être actif en Australie, s'opposant à l'expansion des mines d'uranium existantes, faisant du lobbying contre le développement de l'énergie nucléaire en Australie (en) et critiquant les propositions de sites d'élimination des déchets nucléaires, le principal candidat étant Muckaty Station dans le Territoire du Nord.
En avril 2009, la construction de la troisième mine d'uranium d'Australie-Méridionale, celle de Honeymoon (en), avait commencé. En octobre 2009, le gouvernement australien continuait de planifier une décharge de déchets nucléaires dans le Territoire du Nord. Cependant, il y avait l'opposition des peuples autochtones, du gouvernement du Territoire et de la communauté plus large du Territoire. En novembre 2009, une centaine de manifestants antinucléaires se sont rassemblés devant les séances parlementaires d'Alice Springs, exhortant le gouvernement du Territoire du Nord à ne pas approuver un site minier d'uranium à proximité.

### Années 2010

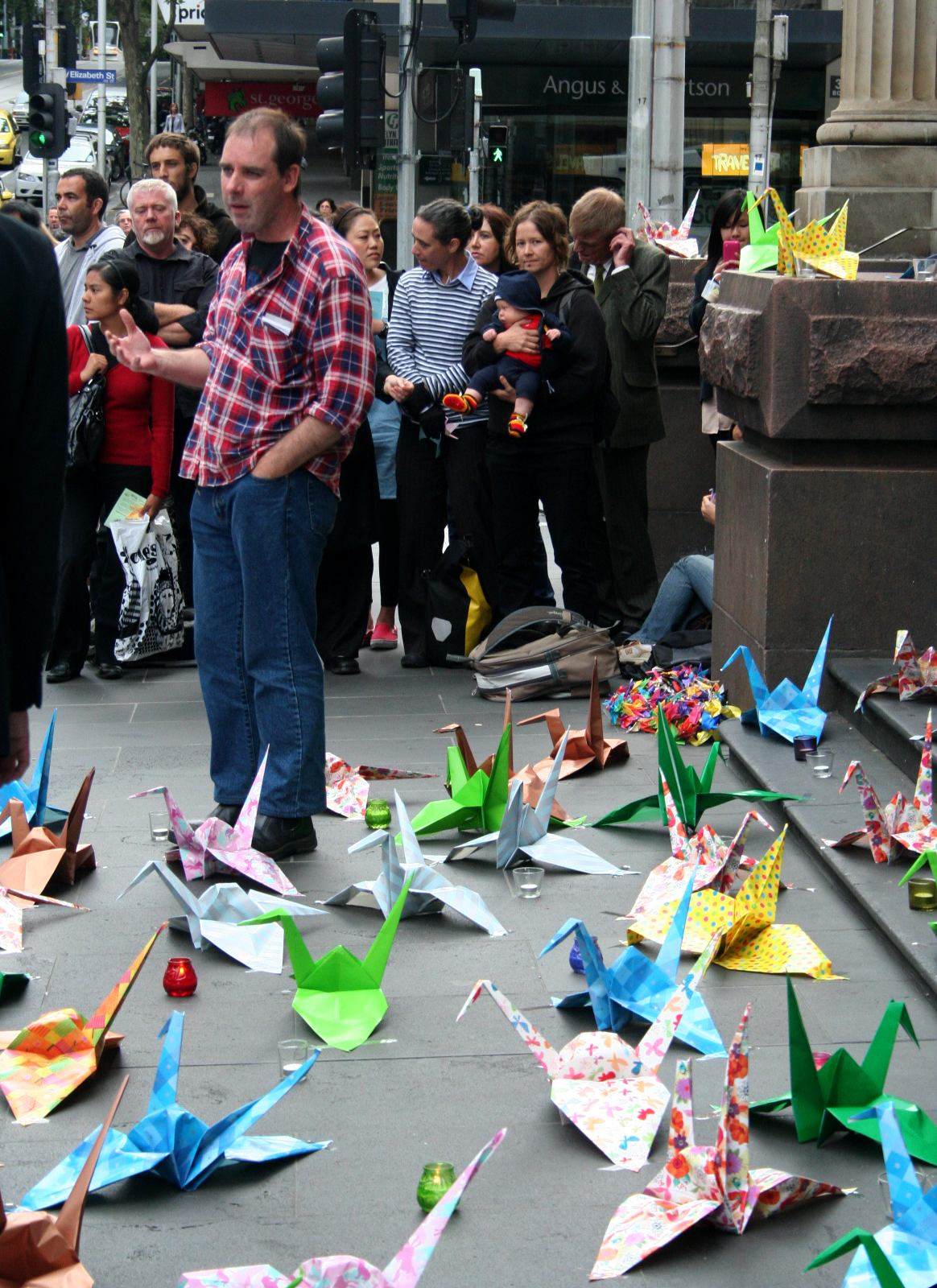
Le militant antinucléaire australien Jim Green à Melbourne en mars 2011.

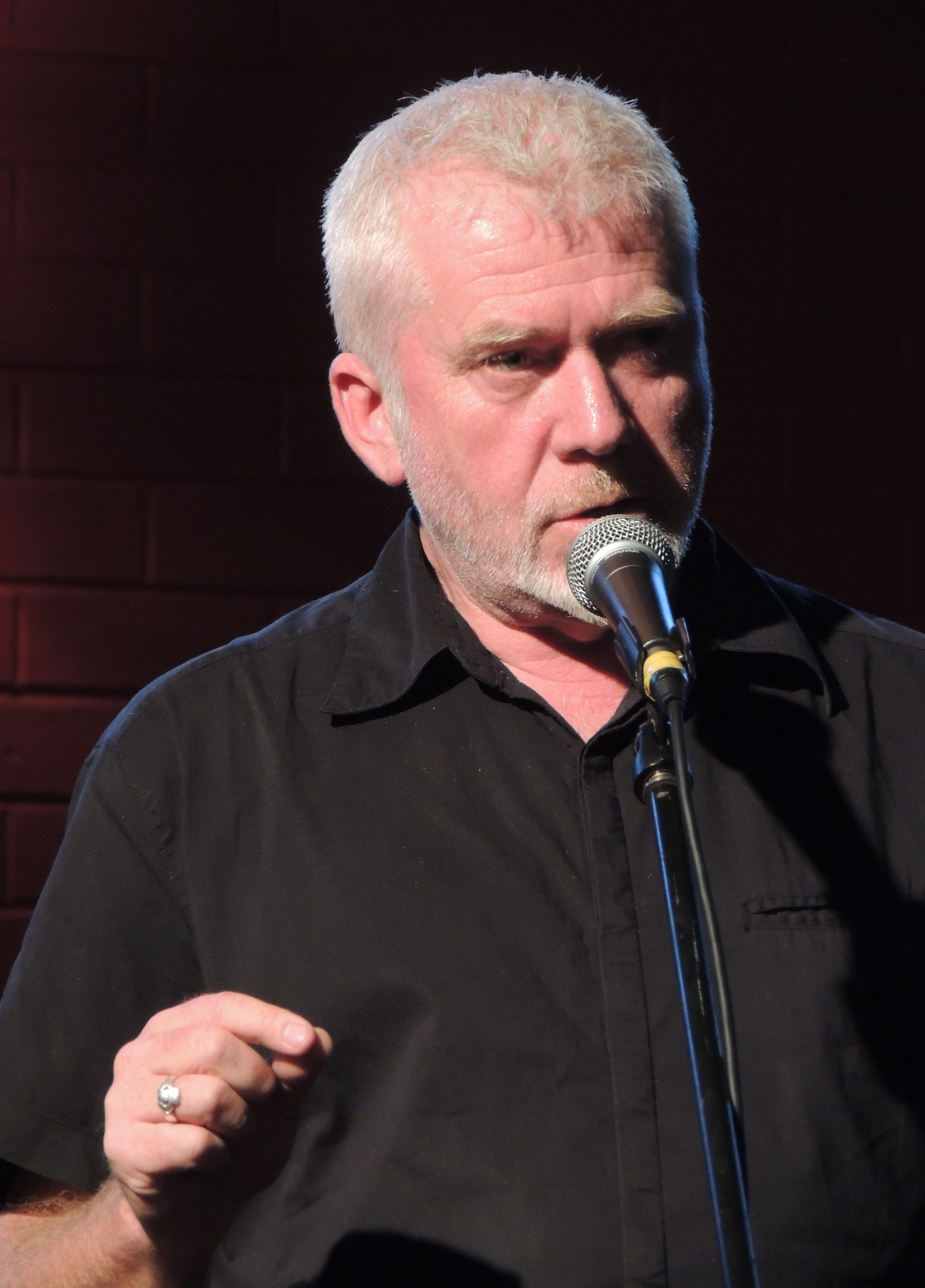
Le militant antinucléaire de l'Australian Conservation Foundation, (2014).

En 2016, l'Australie n'avait pas de centrales nucléaires et l'ancien gouvernement travailliste Gillard (en) était opposé à l'énergie nucléaire pour l'Australie. L'Australie possède trois mines d'uranium en exploitation à Olympic Dam (Roxby) et à Beverley – toutes deux dans le nord de l'Australie-Méridionale et à Ranger dans le Territoire du Nord. L'Australie n'a pas d'arme nucléaire. L'Australie exploite un réacteur de recherche qui produit des radio-isotopes médicaux (en) à l'Open-pool Australian lightwater reactor (en) (OPAL).
Début avril 2010, plus de 200 écologistes et autochtones se sont rassemblés à Tennant Creek pour s'opposer à la construction d'une décharge de déchets radioactifs à la station Muckaty Station dans le Territoire du Nord.
L'Australie-Occidentale détient une part importante des réserves d'uranium de l'Australie, mais entre 2002 et 2008, une interdiction à l'échelle de l'État de l'extraction d'uranium était en vigueur. L'interdiction a été levée lorsque le Parti libéral a été élu au pouvoir dans l'État et, depuis 2010, de nombreuses entreprises explorent l'uranium en Australie-Occidentale. L'un des acteurs majeurs de l'industrie, la société minière BHP Billiton, prévoyait de développer le projet uranifère Yeelirrie (en) dans un projet d'un 17 milliards de dollars. Deux autres projets en Australie-Occidentale sont plus avancés que celui de Yeelirrie, à savoir le projet uranifère de Lake Way (en), qui est poursuivi par Toro Energy, et le projet uranifère de Lake Maitland (en), poursuivi par Mega Uranium,,. Mais il est peu probable que de nouveaux projets entrent en développement actif jusqu'à ce que le marché s'améliore. En 2013, les prix de l'uranium sont très bas.
À la fin de 2010, des appels ont été lancés pour que les Australiens débattent de l'opportunité d'adopter l'énergie nucléaire dans le cadre de son bouquet énergétique. L'énergie nucléaire est considérée comme « une question de division qui peut susciter de profondes passions parmi ceux qui sont pour et contre ».
À la suite de l'accident nucléaire de Fukushima en mars 2011 au Japon, où trois réacteurs nucléaires ont été endommagés par des explosions, Ian Lowe considère l'option nucléaire comme risquée et irréalisable pour l'Australie. Lowe dit que l'énergie nucléaire est trop chère, avec des problèmes insurmontables liés à l'élimination des déchets et à la prolifération des armes. Ce n'est pas non plus une réponse assez rapide pour lutter contre le changement climatique. Lowe prône les énergies renouvelables qui sont "plus rapides, moins chères et moins dangereuses que le nucléaire".
Les réacteurs nucléaires sont interdits au Queensland et en Tasmanie. L'extraction d'uranium était auparavant interdite en Nouvelle-Galles du Sud en vertu de l'Uranium Prohibition Act de 1986, mais en 2012, le premier ministre Barry O'Farrell a modifié la législation pour autoriser la prospection et l'extraction d'uranium dans cet État.
En décembre 2011, la vente d'uranium à l'Inde était une question controversée. Les députés se sont affrontés sur la question et des manifestants ont défilé depuis le centre des congrès de Sydney avant que la motion du Premier ministre Julia Gillard visant à lever l'interdiction du parti sur les ventes d'uranium en Inde ne soit soutenue de justesse par 206 voix contre 185. Le député Peter Garrett, militant antinucléaire de longue date, s'est prononcé contre la motion.
En mars 2012, des centaines de manifestants antinucléaires ont convergé vers le siège australien des géants miniers mondiaux BHP Billiton et Rio Tinto. La marche de 500 personnes dans le sud de Melbourne a appelé à la fin de l'extraction d'uranium en Australie, et comprenait des discours et des performances de représentants de la communauté japonaise expatriée ainsi que des communautés autochtones d'Australie, qui sont préoccupées par les effets de l'extraction d'uranium à proximité des terres tribales. Des événements se sont aussi déroulés à Sydney.
Un site à l'intérieur de Muckaty Station a été envisagé pour l'installation australienne de stockage et d'élimination des déchets radioactifs de faible (en) et moyenne activité. Cependant, le plan a été retiré à la suite d'une audience devant la Haute Cour et l'un des sept clans de propriétaires traditionnels de Muckaty Station, le clan Ngapa, a remis des documents au Conseil foncier du Nord sur la manière dont le processus a été géré.

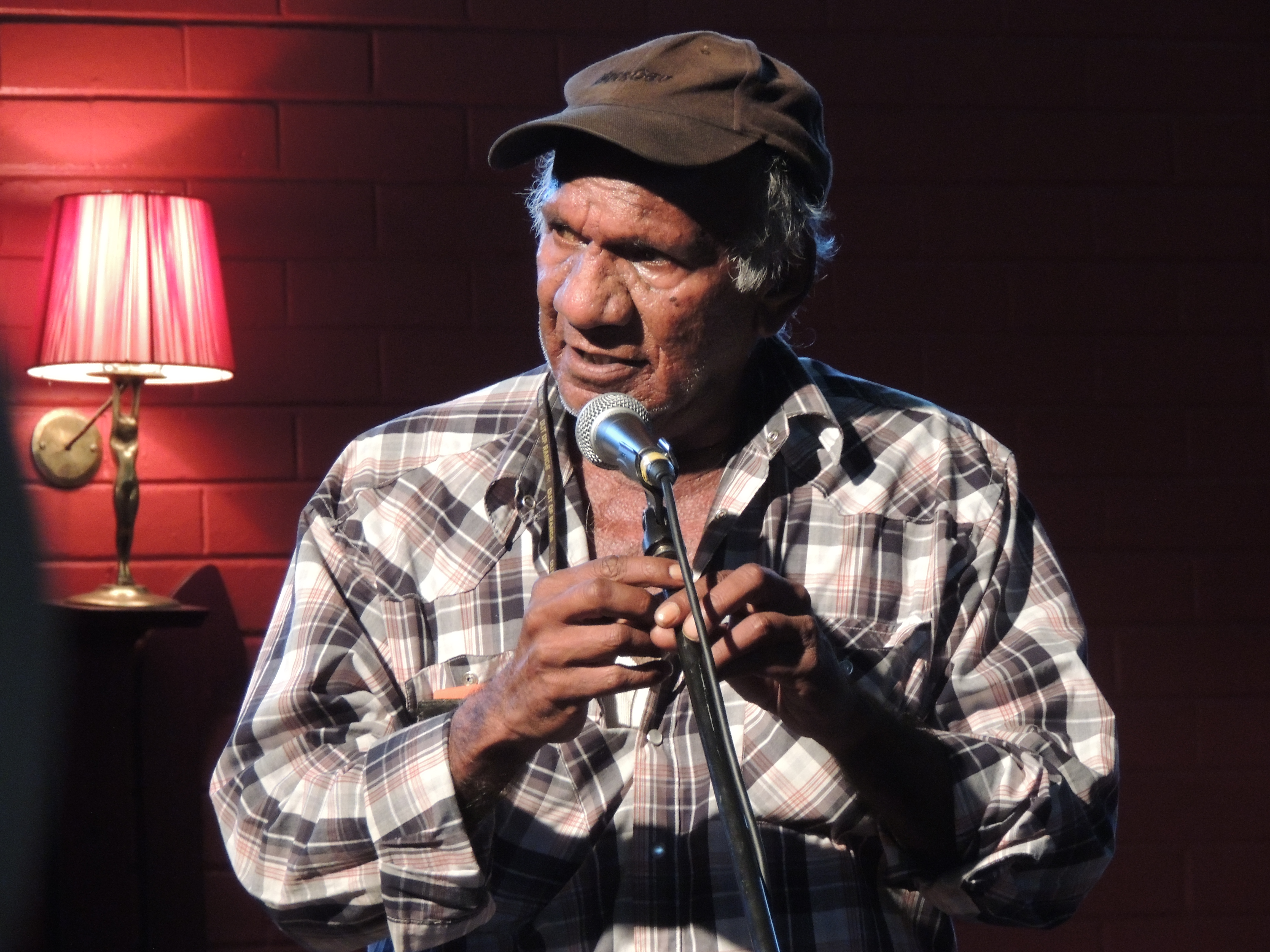
Kevin Buzzacott (2014)

Plus de 400 personnes ont rejoint une « marche de la vengeance du lézard » (Lizard's Revenge march)  sur le site du barrage olympique en juillet 2012. Les militants antinucléaires, dont Kevin Buzzacott, ont protesté contre l'expansion de la mine et l'industrie de l'uranium. Ils disent que l'entreprise et le gouvernement ont fait passer les gains économiques à court terme avant les préoccupations environnementales et sanitaires. L'organisatrice Nectaria Calan a déclaré que la police avait harcelé les manifestants, exigeant une identification et contrôlant l'accès vers et depuis leur campement. En août 2012, BHP Billiton a annoncé que l'expansion était reportée indéfiniment dans l'attente d'une enquête sur une « conception nouvelle et moins chère ».
Historiquement, de nombreuses mines d'uranium australiennes potentielles ont été limitées par une opposition antinucléaire active, mais les gouvernements des États ont maintenant approuvé le développement de mines en Australie occidentale et dans le Queensland. Mais il est peu probable que de nouveaux projets entrent en développement actif jusqu'à ce que le marché s'améliore. En 2013, les prix de l'uranium sont très bas. Cameco a suspendu le projet Kintyre jusqu'à ce que les prix du marché s'améliorent et Paladin a déclaré que ses propositions de projets (Bigrlyi, Angela/Pamela, Manyingee, Oobagooma et Valhalla/Skal) ont besoin de prix de marché de l'uranium plus élevés avant de pouvoir aller de l'avant. Toro souhaite faire passer la proposition de Wiluna (en) à la phase de développement, mais n'a pas réussi à attirer des investisseurs. Lorsque les prix du marché augmentent à nouveau, de sorte que le développement minier est justifié, la plupart des projets auraient besoin d'au moins cinq ans pour passer à la production.
En 2013, le Premier ministre Tony Abbott a soutenu l'énergie nucléaire, déclarant : « L'énergie nucléaire est le seul moyen éprouvé de générer l'énergie de base dont l'Australie a besoin sans produire de pollution par le carbone ». La politique des ressources et de l'énergie de la Coalition Abbott indique que "la Coalition officialisera l'accord pour vendre de l'uranium à l'Inde". En 2016, sous le mandat de Malcolm Turnbull, les deux partis politiques australiens ont ouvert la porte aux exportations d'uranium vers l'Inde, avec un commerce pouvant commencer en 2017.
En 2015, le Premier ministre d'Australie-Méridionale Jay Weatherill a annoncé qu'une commission royale serait organisée pour enquêter sur le rôle de l'État dans le cycle du combustible nucléaire. L'Australie-Méridionale abrite actuellement quatre des cinq mines d'uranium de l'Australie, et la possibilité que l'État développe des installations de production d'énergie nucléaire, d'enrichissement et de stockage des déchets s'est déjà révélée controversée. La Commission royale intervient à un moment de contraction économique pour l'Australie-Méridionale, qui souffre de pertes d'emplois dans les secteurs minier et manufacturier. Immédiatement après l'annonce de la Commission royale, le Professeur Ian Lowe a suggéré que l'enquête en cours risquait de rechaper d'anciens terrains déjà couverts par plusieurs enquêtes publiques précédentes et propositions d'industrialisation nucléaire. Lowe a fait référence à la conclusion de l'examen UMPNER de 2006 selon laquelle des subventions gouvernementales substantielles seraient nécessaires pour soutenir le développement de l'industrie nucléaire en Australie, et à la Ranger Uranium Environmental Inquiry (en) de 1976-78 (Fox Report), qui a attiré l'attention sur les problèmes de la prolifération des armes nucléaires et des déchets radioactifs. Le 17 avril 2015, Lowe a été sélectionné parmi les cinq membres du comité consultatif d'experts de la Commission royale sur le cycle du combustible nucléaire.

## Problèmes

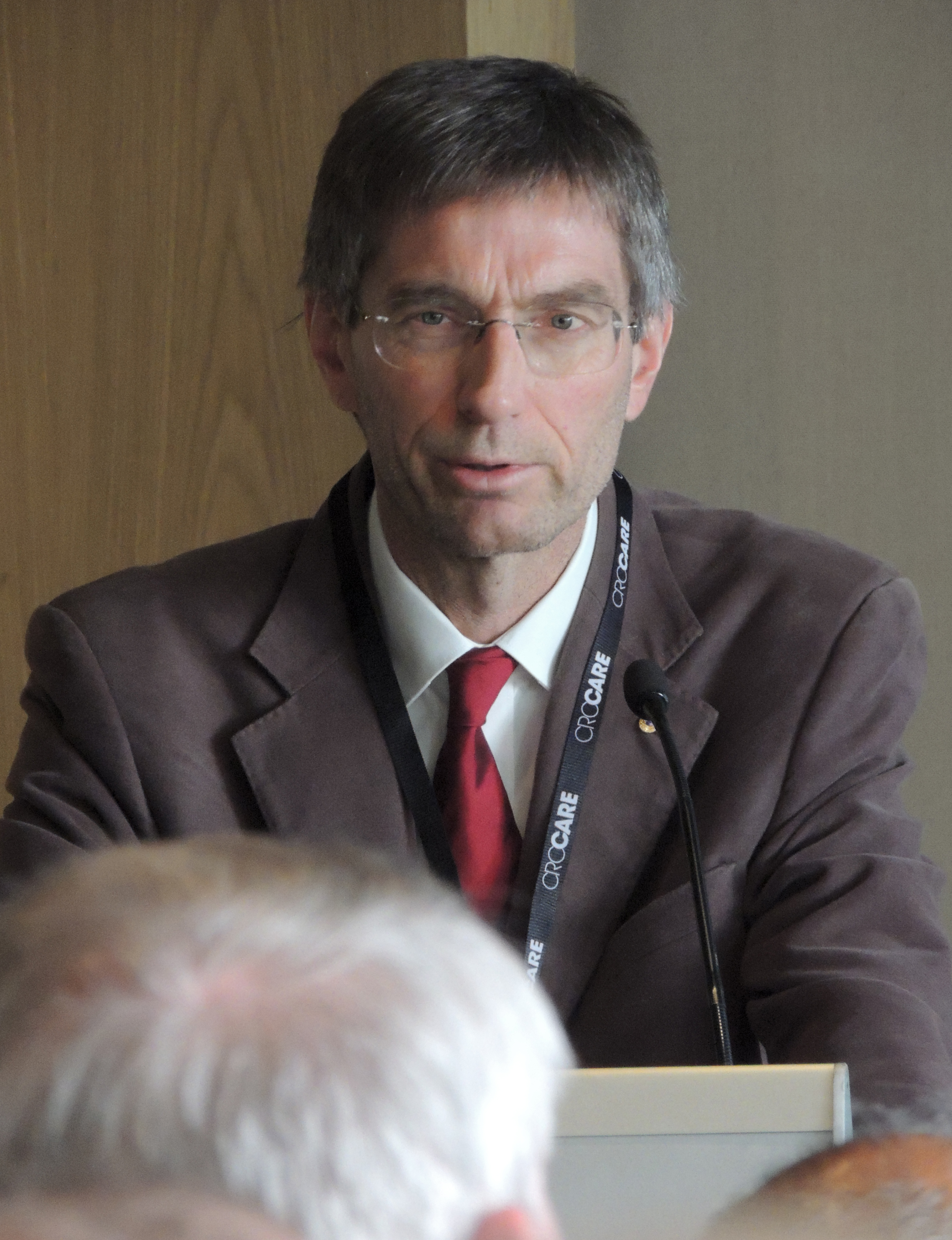
est un médecin australien qui s'est concentré sur « l'impératif de santé mondiale d'éradiquer les armes nucléaires ».

L'affaire contre l'énergie nucléaire et l'extraction d'uranium en Australie a porté sur les impacts environnementaux, politiques, économiques, sociaux et culturels de l'énergie nucléaire ; avec les insuffisances de l'énergie nucléaire comme source d'énergie ; et en présentant une stratégie énergétique durable. L'impact négatif le plus important de l'énergie nucléaire est considéré comme sa contribution potentielle à la prolifération des armes nucléaires. Par exemple, le rapport de l'enquête Ranger de 1976 indiquait que « l'industrie de l'énergie nucléaire contribue involontairement à un risque accru de guerre nucléaire. C'est le danger le plus grave associé à l'industrie".
Les risques pour la santé associés aux matières nucléaires ont également figuré en bonne place dans les campagnes antinucléaires australiennes. Cela a été le cas dans le monde entier en raison d'accidents comme la catastrophe de Tchernobyl, mais les préoccupations australiennes ont également impliqué des facteurs locaux spécifiques tels que la controverse sur les effets sur la santé des essais nucléaires en Australie et dans le Pacifique Sud, et l'émergence d'éminents militants antinucléaires Helen Caldicott et Tilman Ruff (en), qui sont médecins.
L'économie de l'énergie nucléaire a été un facteur dans les campagnes antinucléaires, les critiques affirmant qu'une telle énergie n'est pas économique en Australie, en particulier compte tenu de l'abondance des ressources en charbon du pays.
Selon le mouvement antinucléaire, la plupart des problèmes liés à l'énergie nucléaire aujourd'hui sont à peu près les mêmes que dans les années 1970. Des accidents de réacteurs nucléaires se produisent encore et il n'y a pas de solution convaincante au problème des déchets radioactifs à vie longue. La prolifération des armes nucléaires continue de se produire, notamment au Pakistan et en Corée du Nord, en s'appuyant sur les installations et l'expertise des opérations nucléaires civiles. Les alternatives à l'énergie nucléaire, l'utilisation efficace de l'énergie et les énergies renouvelables (en particulier l'énergie éolienne) ont été développées et commercialisées.

## Opinion publique
Un sondage de 2009 mené par le Centre d'information sur l'uranium (en) a révélé que les australiens âgés de 40 à 55 ans sont « les plus farouchement opposés à l'énergie nucléaire ». Cette génération a été élevée pendant la guerre froide, a connu le mouvement antinucléaire des années 1970, a été témoin de la fusion partielle en 1979 du réacteur de Three Mile Island aux États-Unis et de la catastrophe de Tchernobyl en 1986. C'était la génération qui était également soumise à des influences culturelles, notamment des longs métrages tels que les « conspirations de l'industrie nucléaire » Le Syndrome chinois, Le Mystère Silkwood et l'apocalyptique Docteur Folamour. Les jeunes sont « moins résistants » à l'idée du nucléaire en Australie. L'analyse des sondages d'opinion de 2012 montre une « baisse significative des avis favorables sur le nucléaire » à la suite de la catastrophe nucléaire de Fukushima.
Les propriétaires fonciers autochtones se sont systématiquement opposés à l'exploitation minière de l'uranium et ont dénoncé l'impact négatif qu'elle a sur leurs communautés. Les essais nucléaires britanniques à Maralinga se sont avérés avoir laissé d'importants risques d'irradiation dans les terres rendues au peuple de Maralinga Tjarutja, et la question continue de susciter l'opposition des indigènes.

## Groupes actifs
- Alliance antinucléaire d'Australie occidentale[77]
- Fondation australienne pour la conservation (en)[78]
- Verts australiens[79]
- Australian Nuclear Free Alliance[80],[81],[82],[83]
- Conseil de conservation d'Australie-Méridionale (en)
- Cycle Against the Nuclear Cycle[84]
- EnergyScience[85]
- Everybody for a Nuclear Free Future[86]
- Amis de la Terre Australie (en)[87]
- Greenpeace Australie Pacifique (en)[88]
- Kupa Piti Kungka Tjuta (en)[89]
- Medical Association for Prevention of War (en) (Association médicale pour la prévention de la guerre)
- Mineral Policy Institute
- Surveillance des opérations nucléaires à Port Adelaide (Nuclear Operations Watch Port Adelaide, NOWPA)
- Peace Organisation of Australia (en)
- The Australia Institute[90]
- The Sustainable Energy and Anti-Uranium Service Inc. [91]
- The Wilderness Society[92],[93]
- Women Against Nuclear Energy[94]

## Personnalités
Plusieurs australiens éminents ont publiquement exprimé des opinions anti-nucléaires :
- Dorothy Auchterlonie (en)
- Sandra Bloodworth (en)
- David Bradbury (en)
- Bob Brown
- Eileen Kampakuta Brown (en)
- Kevin Buzzacott
- Helen Caldicott
- Joseph Camilleri[74],[95]
- Moss Cass (en)
- Ian Cohen (en)
- Michael Denborough (en)
- Mark Diesendorf
- Jim Falk (en)
- Malcolm Fraser
- Peter Garrett
- Jim Green (en)
- Margaret Holmes (en)
- Avon Hudson (en)
- Jacqui Katona (en)
- Sandra Kanck (en)
- Ian Lowe
- Scott Ludlam (en)
- Yvonne Margarula
- Dee Margetts (en)
- Jillian Marsh
- Kerry Nettle (en)
- David Noonan (en)
- John Quiggin (en)
- Mia Pepper[96],[97]
- Tilman Ruff (en)
- Nancy Shelley (en)
- Dave Sweeney (en)
- Jo Vallentine (en)
- Giz Watson (en)
- Peter Watts[80]
- Patrick White
- Stuart White (en)
- Bill Williams[98],[99]
- Eileen Wani Wingfield (en)